# Wehrbeauftragter des Deutschen Bundestages
Der Wehrbeauftragte des Deutschen Bundestages (WB) ist ein durch den Bundestag gewähltes Hilfsorgan des Deutschen Bundestages bei der Ausübung der parlamentarischen Kontrolle. Das Amt wurde im Jahr 1956 gemäß Art. 45b des Grundgesetzes nach dem Vorbild des schwedischen Militie-Ombudsman geschaffen. Das Nähere regelt das Gesetz über den Wehrbeauftragten des Deutschen Bundestages (WBeauftrG).

## Grundsätze

### Verfassungsrechtliche Stellung
Der Wehrbeauftragte nimmt seine Aufgaben als Hilfsorgan des Bundestages bei der Ausübung der parlamentarischen Kontrolle wahr (Art. 45b Satz 1 GG, § 1 Abs. 1 WBeauftrG). Diese institutionelle Anbindung an den Deutschen Bundestag spiegelt die Kontrolle des Parlaments über die Armee wider. Denn die Bundeswehr ist eine sog. Parlamentsarmee.
Der Wehrbeauftragte steht in einem öffentlich-rechtlichen Amtsverhältnis und darf zur gleichen Zeit kein anderes besoldetes Amt bekleiden und keinen anderen Beruf ausüben. Nach der herrschenden Meinung (h. M.) ist der Wehrbeauftragte anders als die von der Bundesregierung Beauftragten als „Hilfsorgan des Bundestages“ Teil der Legislative. Seine Amtsbezüge ergeben sich aus § 18 Abs. 1 WBeauftrG in Verbindung mit § 11 Abs. 1 Bundesministergesetz und entsprechen der Besoldungsgruppe B 11.

### Wahl
Zu seiner Wahl bedarf es gemäß § 13 WBeauftrG der Mehrheit der Mitglieder des Bundestages. Er wird auf fünf Jahre gewählt und vom Bundestagspräsidenten ernannt. Vorschlagsberechtigt sind der Verteidigungsausschuss, die Bundestagsfraktionen und so viele Abgeordnete, wie nach der Geschäftsordnung der Stärke einer Fraktion entsprechen.

### Aufgaben und Befugnisse
Der Wehrbeauftragte wird sowohl auf Weisung des Bundestages oder des Verteidigungsausschusses zur Prüfung bestimmter Vorgänge als auch nach pflichtgemäßem Ermessen auf Grund eigener Entscheidung tätig, wenn ihm durch Mitteilung von Mitgliedern des Bundestages, durch Eingaben von Soldaten oder auf andere Weise Umstände bekannt werden, die auf eine Verletzung der Grundrechte der Soldaten oder der Grundsätze der Inneren Führung schließen lassen (§ 1 Abs. 2, Abs. 3 WBeauftrG).
Seine Amtsbefugnisse sind in § 3 Nr. 1–6 WBeauftrG geregelt. Der Wehrbeauftragte kann vom Bundesminister der Verteidigung und allen diesem unterstellten Dienststellen und Personen Auskunft und Akteneinsicht, vom Bundesminister der Verteidigung außerdem zusammenfassende Berichte über die Ausübung der Disziplinarbefugnis in den Streitkräften und von den zuständigen Bundes- und Landesbehörden statistische Berichte über die Ausübung der Strafrechtspflege anfordern, soweit dadurch die Streitkräfte oder ihre Soldaten berührt werden. Er kann auch einen Vorgang der für die Einleitung des Straf- oder Disziplinarverfahrens zuständigen Stelle zuleiten und in Strafverfahren und gerichtlichen Disziplinarverfahren den Verhandlungen der Gerichte selbst dann beiwohnen, wenn die Öffentlichkeit ausgeschlossen ist. Außerdem kann er jederzeit alle Truppenteile, Stäbe, Dienststellen und Behörden der Bundeswehr und ihre Einrichtungen auch ohne vorherige Anmeldung persönlich besuchen.
Der Wehrbeauftragte erstellt gemäß § 2 WBeauftrG jährlich einen schriftlichen Gesamtbericht zur Unterrichtung des Deutschen Bundestages (Jahresbericht des Wehrbeauftragten).

## Amtssitz

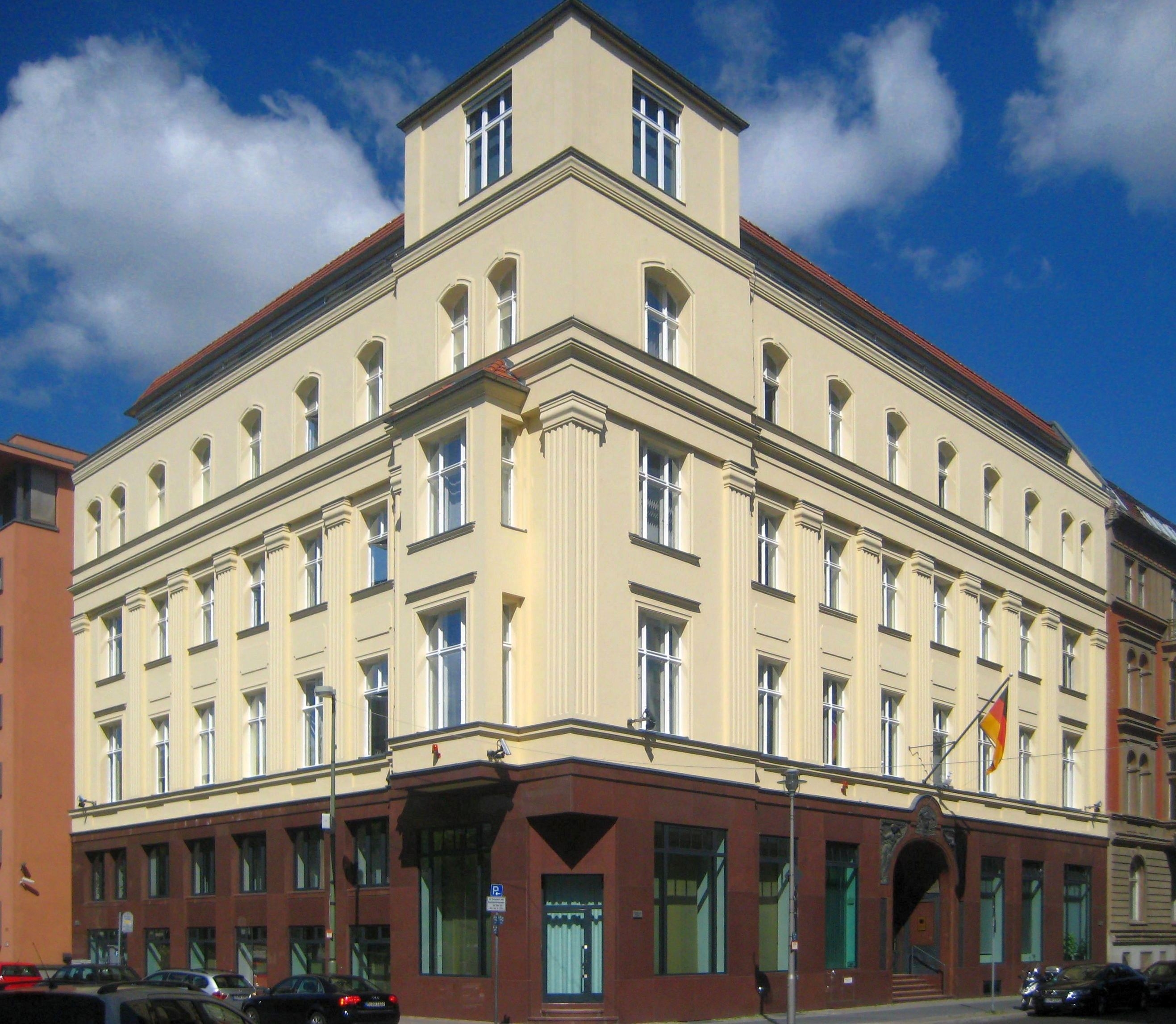
Der Dienstsitz des Wehrbeauftragten des Deutschen Bundestages in Berlin-Mitte

Der Wehrbeauftragte war bis 1999 in dem einstigen Gebäude des Hotels Godesberger Hof im Bonner Stadtbezirk Bad Godesberg ansässig. Der neue Amtssitz ist in der Neustädtischen Kirchstraße 15 an der Ecke Neustädtische Kirchstraße und Dorotheenstraße in Berlin-Mitte. Schräg gegenüber in der Neustädtischen Kirchstraße 4–5 befand sich bis 2008 die US-amerikanische Botschaft.

## Der Wehrbeauftragte in der Aufbau- und Konsolidierungsphase der Bundeswehr
Die Jahresberichte des Wehrbeauftragten enthielten in der Aufbauphase der Bundeswehr oft ein wenig erfreuliches Bild der Menschenführung. Die Bundeswehr wurde unter Einbeziehung von Angehörigen des Bundesgrenzschutzes und der früheren Wehrmacht aufgebaut. Das Konzept der Inneren Führung, nach dem jeder Soldat – auch der Wehrpflichtige – „Staatsbürger in Uniform“ blieb, war diesen nicht nur neu, sondern wurde auch teilweise abgelehnt. Auch später finden sich in den Berichten Beschwerden von meist wehrpflichtigen Soldaten über Grundrechtsverletzungen und Schikanen durch Vorgesetzte, der Schwerpunkt ändert sich jedoch durch Eingaben von Zeit- und Berufssoldaten zu Personal-, Fürsorge-, Laufbahn- und Statusfragen. Die Zahl der Beschwerden wuchs auf einen Jahresdurchschnitt von 6.000. Die Behörde des Wehrbeauftragten wuchs entsprechend und legte den Schwerpunkt ihrer Arbeit stärker auf die Prävention.

## Entwicklung der Eingaben beim Wehrbeauftragten
Jeder Soldat der Bundeswehr hat nach § 7 WBeauftrG das Recht, „sich einzeln ohne Einhaltung des Dienstweges unmittelbar an den Wehrbeauftragten zu wenden. Wegen der Tatsache der Anrufung des Wehrbeauftragten darf er nicht dienstlich gemaßregelt oder benachteiligt werden“.
Die Grafik zeigt die Anzahl der durch die Wehrbeauftragen bearbeiteten Vorgänge von 1959 bis 2022, bezogen auf 1000 Soldaten.
Der bislang höchste Wert wurde im Berichtsjahr 2013 mit 27,7 Vorgängen erreicht, der niedrigste mit 9,6 Vorgängen pro 1000 Soldaten im Berichtsjahr 1966.

## Arbeitsweise des Wehrbeauftragten
Der Wehrbeauftragte verfügt über verschiedene Erkenntnisquellen. Zum einen stehen ihm persönliche Eindrücke aus Truppenbesuchen und sonstigen Gesprächen mit Soldaten zur Verfügung. Daneben wenden sich jedes Jahr zahlreiche Soldaten schriftlich mit Eingaben an ihn. Zur Erfüllung seiner Aufgaben kann sich der Wehrbeauftragte bei der Bearbeitung der Eingaben auf 65 Mitarbeiter stützen. Um die Eingaben bewerten zu können, müssen von der Bundeswehr Stellungnahmen erbeten werden. Nach § 9 WBeauftrG soll allerdings dem Einsender Vertraulichkeit über seine Eingabe und seinen Namen gewährt werden, wenn dieser es wünscht.
Die Stellungnahmen werden dann – gegebenenfalls nach umfangreichen Ermittlungen seitens der zuständigen militärischen Vorgesetzten – beim Wehrbeauftragten ausgewertet und das Ergebnis dem Einsender der Eingabe mitgeteilt.
Da der Wehrbeauftragte selbst über keine exekutiven Möglichkeiten verfügt, müssen notwendige Abhilfemaßnahmen durch die militärischen Vorgesetzten ergriffen werden.

## Wehrbeauftragte seit 1959
Seit der Einführung des Amtes 1959 haben insgesamt vierzehn Personen das Amt des Wehrbeauftragten des deutschen Bundestages bekleidet. Sechs Wehrbeauftragte wurden aus dem Lager der Unionsfraktionen (CDU, CSU) gewählt, fünf aus dem der SPD und zwei stellte die FDP. Der erste Wehrbeauftragte, Helmuth von Grolman, war parteilos.
- 1959–1961: Helmuth von Grolman (parteilos)
- 1961–1964: Hellmuth Heye 1 (CDU)
- 1964–1970: Matthias Hoogen (CDU)
- 1970–1975: Fritz-Rudolf Schultz (FDP)
- 1975–1985: Karl Wilhelm Berkhan (SPD)
- 1985–1990: Willi Weiskirch (CDU)
- 1990–1995: Alfred Biehle (CSU)
- 1995–2000: Claire Marienfeld (CDU)
- 2000–2005: Willfried Penner (SPD)
- 2005–2010: Reinhold Robbe (SPD)
- 2010–2015: Hellmut Königshaus (FDP)
- 2015–2020: Hans-Peter Bartels (SPD)
- 2020–2025: Eva Högl (SPD)
- 2025–0000: Henning Otte (CDU)

Von den bisher 14 Wehrbeauftragten des Deutschen Bundestages leisteten zehn Wehrdienst (bzw. Kriegsdienst) ab. Sechs davon bekleideten einen Offizierdienstgrad (bzw. Reserveoffizierdienstgrad). Hellmuth Heye und Helmuth von Grolman waren hochrangige und dekorierte Admirale bzw. Generale der Wehrmacht. Dienst in der Bundeswehr taten die Wehrbeauftragten Hellmut Königshaus, Hans-Peter Bartels und Henning Otte. Der einzige Zivildienstleistende war Reinhold Robbe. Wilfried Penner gehörte zum „Weißen Jahrgang“, für den keine Wehrpflicht bestand. Claire Marienfeld und Eva Högl unterlagen als Frauen nicht der Wehrpflicht und leisteten keinen Wehr- oder Zivildienst.